# Norev
Norev è un'azienda francese operante nel settore del modellismo in pressofusione.

## Storia

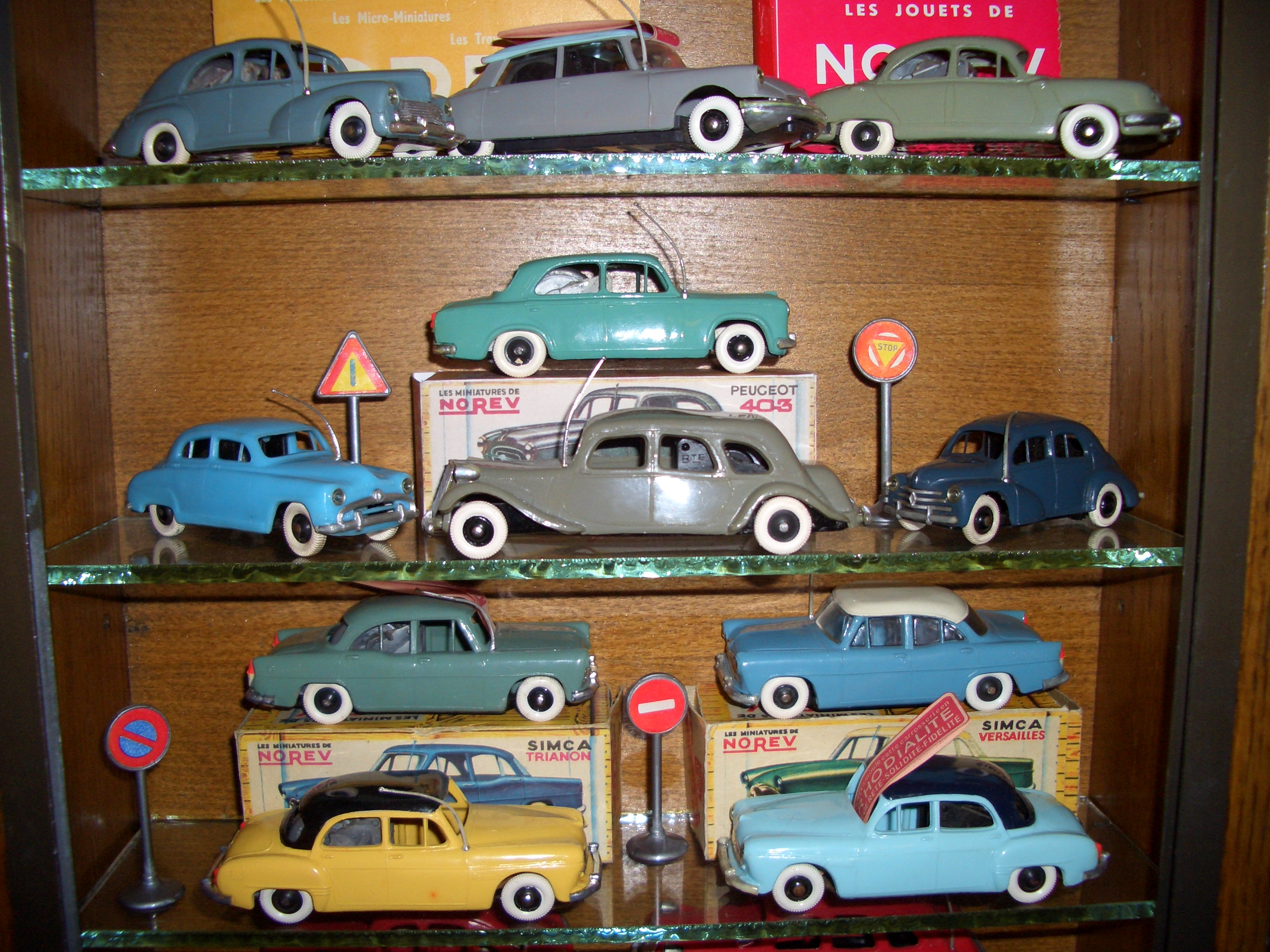
Norev modellismo

La Norev fu creata nel 1946 dai fratelli Véron a Villeurbanne, comune francese nei pressi di Lione; il marchio aziendale consiste nel cognome Véron scritto al contrario. Il primo prodotto fu un piccolo garage di lamiera stampata, corredato da alcune autovetture in plastica. Nel 1953 venne creato il primo automodello in scala 1:43: la Simca Aronde, in plastica.
Nel 1961 Émile Véron fondò la Majorette, che in un primo tempo produsse modellini ferroviari, affiancati in seguito da automodelli. All'inizio degli anni ottanta la Norev fu acquistata dalla Majorette, come già era avvenuto per la Solido. Nel 1986 la direzione passò a Marc Fischer, cui successe nel 1997 il figlio Axel, che proseguì la modernizzazione aziendale iniziata dal padre. Nel 2004 venne inaugurata la nuova sede sociale a Vaulx-en-Velin. Nel 2005 cominciò la produzione di modellini in Giappone e in Germania e fu lanciata la scala 1:18. Dal 2009 molti modelli sono fabbricati in Cina.